# Alva Noë
Alva Noë (1964) é um filósofo estadunidense. Ele é professor de filosofia na Universidade da Califórnia em Berkeley. O foco de seu trabalho é a teoria da percepção e da consciência. Além desses problemas em ciência cognitiva e filosofia da mente, ele está interessado em fenomenologia analítica, teoria da arte, enativismo e as origens da filosofia analítica.
Noë é autor dos livros Strange Tools (2015), Varieties of Presence (2012), Out of Our Heads (2009) e Action in Perception (MIT Press, 2004). Ele é coeditor de Vision and Mind: Selected Readings in the Philosophy of Perception (MIT Press, 2002) e autor de Is the Visual World a Grand Illusion? (Imprint Academic, 2002). Em Action in Perception, Noë expõe a noção de perfil sensório-motor.